# 春香传 (2000年韩国电影)
《春香传》，是根据朝鲜半岛历史悠久的同名朝鲜民间故事《春香传》改编的电影，于2000年上映。本片曾于2001年赴法国戛纳电影节参展，並為韓國電影中首次入圍的作品。本片采用盘索里春香歌并使之贯穿全剧，具有独到的艺术特点。
本片講述貴族子弟李夢龍與平民女子成春香之間忠貞不渝的愛情故事。兩人在春香的故鄉南原相遇並墜入愛河，但夢龍被迫前往漢陽赴任，兩人被迫分離。其間，新任官吏欲強迫春香成為妾侍，遭拒後將她下獄處罰。最終夢龍以御史身分返回，揭發惡官並救出春香，兩人終得團圓。本片透過盤索里敘事形式，結合傳統音樂與現代影像，展現朝鮮時代的社會背景與愛情精神。

## 演員陣容
- 李孝贞 飾 成春香
- 曹承佑 飾 李梦龙
- 李政憲 飾 卞学道
- 金聖女 飾 月梅
- 金鶴容 飾 方子
- 李慧殷 飾 香丹
- 崔振英 飾 李使道
- 權泰元 飾 金範秀
- 朴哲民
- 張南烈
- 趙賢哲
- 南正熙

## 获奖
- 2000年釜山国际电影节亚洲电影振兴机构奖（Netpac Award）
- 2000年百想藝術大賞 電影部門 大賞
- 2000年百想藝術大賞 電影部門 最佳導演林權澤

1. ↑  “뎐”是“傳”字在中古朝鮮語的發音。